# Макларти, Мак
Томас Франклин «Мак» Макларти III (англ. Thomas Franklin "Mack" McLarty III; род. 14 июня 1946, Хоп, Арканзас) — американский бизнесмен и политик, глава аппарата Белого дома при президенте Билле Клинтоне (1993—1994). В 1994—1998 годах работал советником президента.

## Биография
С отличием окончил Арканзасский университет (1968).
С 1971 по 1973 год он был членом Палаты представителей Арканзаса.
С 1974 по 1976 год занимал пост председателя Демократической партии штата Арканзас.
В 1983—1992 годах — главный исполнительный директор Arkla, Inc.
Он является председателем McLarty Associates.